# 燕三条背脂ラーメン

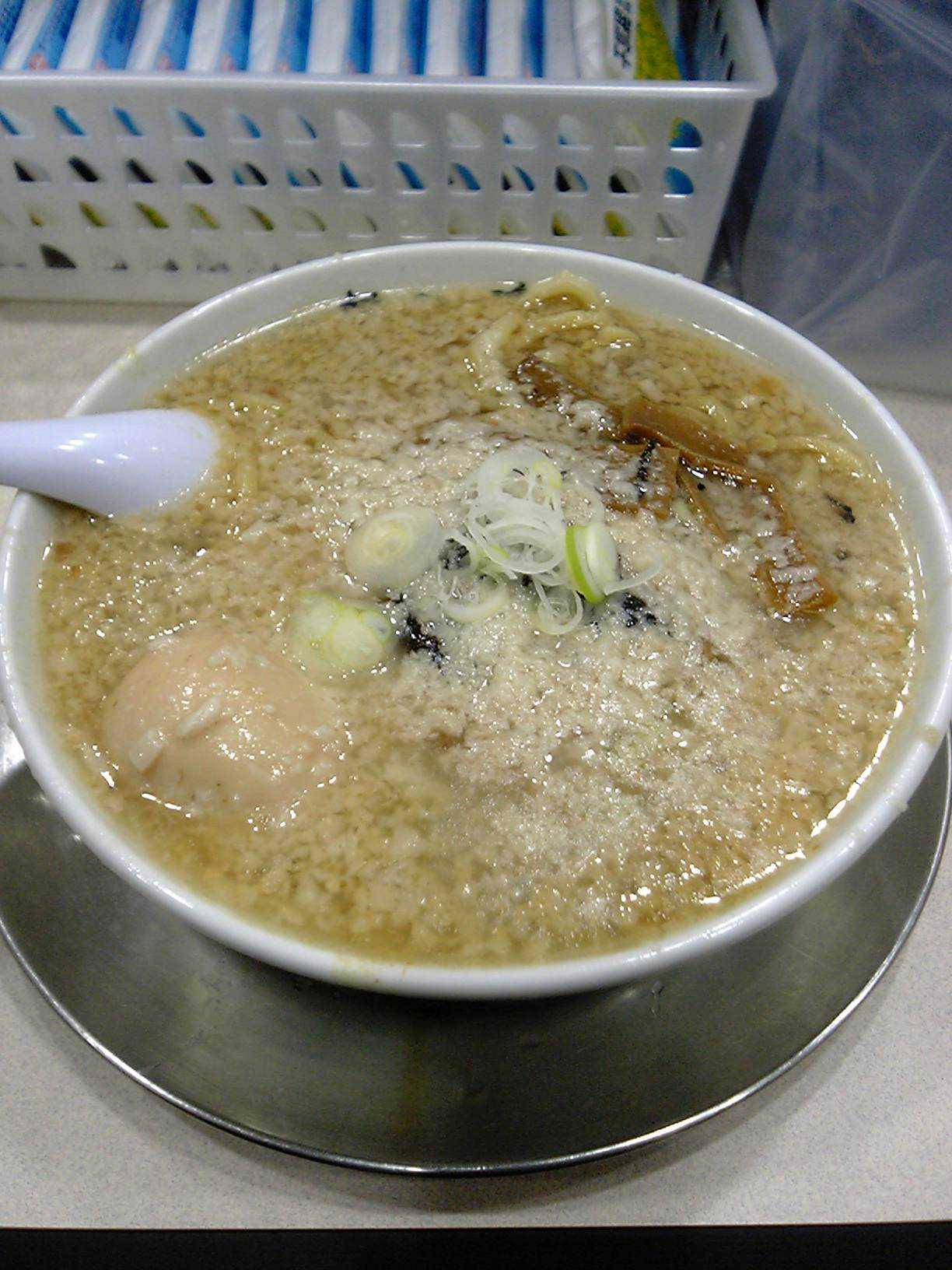
燕市発祥の背脂ラーメン

燕三条背脂ラーメン（つばめさんじょうせあぶらラーメン）とは、新潟県県央地域（燕市・三条市）を中心に提供されている、豚の背脂を入れたご当地ラーメン。新潟5大ラーメンの一つである。

## 概要
新潟県県央地域における背脂ラーメンは、1932年（昭和7年）に福来亭の前身となる屋台を中国浙江省出身の徐昌星が燕町（当時）で開業したのが発祥とされている:61:2-3。徐は翌年、福来亭を開業した。この福来亭をリニューアルした杭州飯店が昔ながらの代表的な人気店である:188。
屋台開店当時の燕地域は、現在の朝日町や幸町付近に金属加工工場が数多くあり、徐は中央通りに屋台を構えた。火力の弱い屋台では細麺しか茹でることができず、麺に合わせるスープは現在とは全く違ってさっぱりした薄味であった。翌年の1933年（昭和8年）には燕駅近くの穀町で店舗を構えた
現在の杭州飯店の味へ近づき始めたのは1937年（昭和12年）頃からである。たくさん汗をかく工場で働く人からの要望で塩味を濃くしていき、ただ塩っぱいだけではなく味に甘味とまろやかさを出すために研究と改良を重ねた結果、背脂を使うことを思いつく。背脂ラーメン普及前、背脂は精肉店などで廃棄されることが多い部位だったが中国では一般家庭でも料理に使われていた。昭和30年代に出前が1日800杯に達し、届け時間が長くなっても麺が伸びにくいように、小麦粉の原料を中力粉から強力粉に変え:186-187、麺を極太にしていった:4。また、大量に背脂が入れられる様は、出前をしてもスープが冷めないように蓋をするかのようである。
また、徐昌星は、その技術を自分のものだけにはせず「燕」のものとするために、同業者である他店にも技術を指導したとされる。
このラーメンの特徴の一つである極太麺はうどんのようだとも表現される。煮干しなどの魚介類の出汁が効いた、濃口醤油のスープに、豚の背脂が表面を覆っているのが特徴。具にはチャーシュー、メンマ、薬味野菜としては長ネギではなく大きめに刻んだ玉ネギが用いられることが多い。
名称にはぶれがあり、燕三条背脂ラーメン:6:12:86-87:13のほか、新潟県燕市や隣接する三条市を中心として広まっていることから燕三条系ラーメン（つばめさんじょうけいラーメン）:61,187:188:188、燕背脂ラーメン（つばめせあぶらラーメン）:5:16:206とも紹介されている。単に背脂ラーメンや燕系ラーメンと呼ばれることもある。
石神秀幸による新潟四大ラーメンの分類では燕三条流背脂ラーメンまたは燕三条背脂ラーメン:109-111として紹介されている。また、大崎裕史は、著書で新潟の四大ご当地ラーメンの背脂系として紹介している:181:187-188。
同じく背脂ラーメンである「背脂チャッチャ系」や「ますたに系」よりも古い歴史があるといわれている:186-187。
三条市に本社のあるタクシー会社「中越交通」は、貸し切りで運転手がおすすめする背脂ラーメンの店を案内する「燕背脂ラーメンタクシー」を運行している。
2022年（令和4年）には、文化庁が選ぶ「100年フード」の「未来の100年フード部門」で、背脂ラーメンが選ばれた。

## 代表的な店舗
- 杭州飯店[6][30][3]:186-187[25]:181[17]:188[31]
徐昌星は「福来亭」の創業後、2号店「杭州飯店」を開き、こちらに本店を移した[24]:110。
徐昌星の息子である徐勝二が2代目、孫の徐直幸が3代目として継いでいる[4]。
- 福来亭（閉店）[25]:181[17]:188
- まつや食堂[25]:181[17]:188
- 酒麺亭 潤[25]:181[17]:188